# E-type
E-type 是瑞典流行电子乐队，主要由 Bo Martin Eriksson 等人组成。"Life"（生活）是他们最主要的流行歌曲。另外他们曾经参加2004年瑞典的欧洲歌唱大赛预赛（Melodifestivalen），并以"Paradise"（天堂）歌曲获得好评，此歌曲是他们2004年专辑"Loud Pipes Save Lives"的一首。
156411